# میشل دئون
میشل دئون (به فرانسوی: Michel Déon) نویسنده، دراماتورژ و استاد دانشگاه قرن بیستم میلادی اهل فرانسه بود.